# 疏缓机场

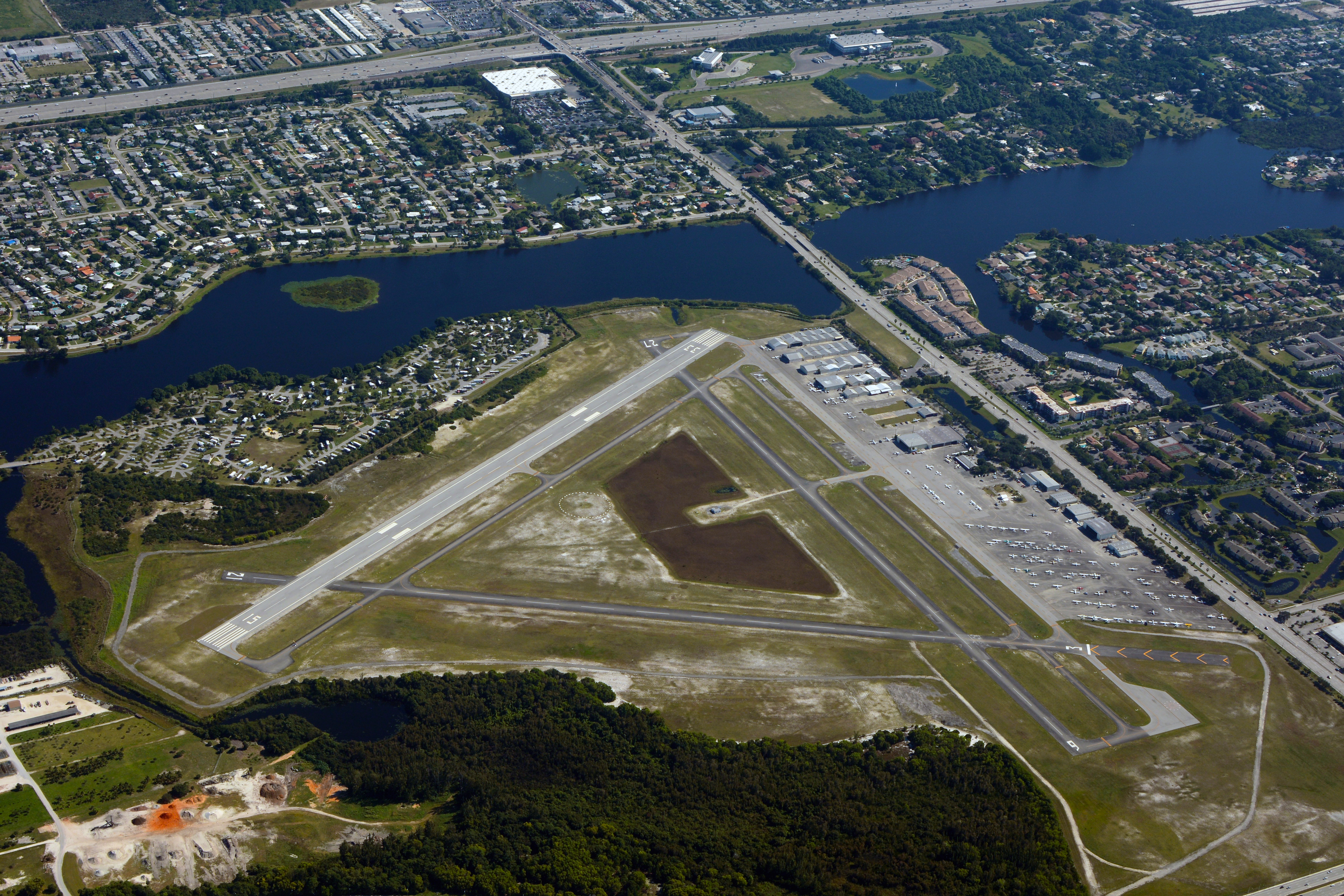
棕榈滩县机场公园

疏缓机场（英語：或），或称减压机场，是在枢纽机场达到容量限制的时候，提供缓解压力作用的机场。 在某些情况下，疏缓机场是指定用于处理特定类型的飞机（例如通用航空 ）的现有机场。 它们通过将通用航空从商业机场转移到其他的设施来增加容量。减少了具有较低容量和较慢速度的飞机，枢纽机场能够运行具有较大飞机的更多航班并且处理更多乘客，从而在比较旧且通常较大的设施中以最小的额外成本提高效率。这也将飞机扩展到更广泛的区域，通常可以改善整个社区的空中交通 。 
为满足疏缓机场的条件，一个机场必须有100架及以上的飞机或年度25,000次航班。